# Mouvement autonome
Le mouvement autonome est un courant politique, culturel et social, catégorisé par la plupart des journalistes, sociologues et historiens comme étant d'extrême-gauche ou d'ultragauche, présent en Italie, en France, en Espagne et en Allemagne, et se réclamant de la lutte pour l’autonomie par rapport au capitalisme, à l’État, et aux syndicats. Il est inspiré à la fois par des courants léninistes, libertaires, conseillistes ou situationnistes. Issu de Mai 68, et principalement axé au départ sur la radicalisation de toutes les luttes des ouvriers, paysans, étudiants, puis des squatters, le mouvement autonome rassemble des groupes qui, en prise directe avec le mouvement ouvrier ou les nouveaux mouvements sociaux, prônent des formes d'action insurrectionnelle ou illégale. Cet aspect violent et antiétatique spectaculaire, marginal au regard de l'ensemble des problématiques concernées, est souvent le seul retenu  par les médias.

## Étymologie
Le terme autonomie vient du grec autos (soi-même) et nomoï (lois), autosnomos : qui se donne à soi-même sa loi. Ce qui désigne pour un individu, un groupe ou un peuple la capacité, la liberté, d’établir ses propres règles, de se « gouverner » soi-même.

## Le mouvement italien des années 1970
Le mouvement autonome contemporain apparaît en Italie en 1973 sous le nom d' « Autonomia Operaia » (Autonomie ouvrière). Il fait donc référence au concept d'« autonomie ouvrière » ou d'« autonomie prolétarienne ». Regroupement de comités ouvriers et de collectifs de quartiers, l'Autonomie italienne rassemble également à partir de 1976 des groupes de jeunes défendant l'émeute comme forme de lutte contre l'État et le capitalisme.
De nombreux autonomes italiens sont directement issus du Parti communiste. Certains viennent également de différentes organisations d'extrême gauche comme Il Manifesto, Potere Operaio (Pouvoir Ouvrier), et Lotta Continua. Les partisans de Toni Negri rejoignent l'Autonomie dès 1973. Ils défendent une conception léniniste de l'Autonomie ouvrière qui prône la création d'un « Parti autonome ».
Le mouvement autonome se distingue par ses pratiques alternatives, son refus des normes politiques dominantes. Être autonomes, c'est refuser de laisser un autre penser et décider à sa place. Cela se traduit par des pratiques telles que l’autoréduction qui consiste pour un groupe d’usagers à imposer par la force une baisse du prix d’un produit ou d’un service. Elle peut aller jusqu’à la gratuité et prendre la forme de véritables pillages de supermarchés. Les autonomes, comme les anarchistes, parlent alors de « communisme immédiat », c'est-à-dire sans phase de transition. L'Autonomie des années 1970 se caractérise également par la pratique du sabotage (incendies, attentats à l'explosif) et du banditisme révolutionnaire (braquage).
À partir de 1975, l'Autonomie italienne est rejointe par des militants issus de Potere Operaio et de Lotta Continua qui se regroupent autour d'Oreste Scalzone pour créer le Comitato Comunista per il Potere Operaio (Comité Communiste pour le Pouvoir Ouvrier). Le Comitato Comunista per il Potere Operaio (COCOPO) représente la tendance insurrectionnaliste de l'Autonomie italienne. Le COCOPO prône ainsi un exercice direct de la violence militaire. À l'opposé, la tendance représentée par Toni Negri, organisée au sein des Collectifs Politiques Ouvriers, entend laisser la lutte armée aux Brigades Rouges. En 1976, le COCOPO explose en une multitude de groupes armés : Comitati Comunisti per la Dittatura Proletaria à Rome, Unità Comuniste Combattenti à Florence, Prima Linea à Milan... Quant aux militants regroupés autour d'Oreste Scalzone, ils s'organisent à partir de 1977 au sein des Comitati Comunisti Rivoluzionari.
Progressivement, l'Autonomie italienne se militarise, chaque collectif autonome créant son propre groupe armé pour organiser braquages, incendies, attentats à l'explosif, et « jambisations » (tirs d'armes à feu dans les jambes). Le mouvement autonome italien s'effondre subitement en 1979 : 25 000 militants sont incarcérés, plusieurs centaines s'exilent à l'étranger, la plupart en France et en Amérique latine où ils bénéficieront de l'asile politique.

## Mouvement autonome en France (1968-1979)
À la suite d'une longue tradition de groupes autonomes et la plupart du temps clandestins depuis le XIXe siècle, ce mouvement se revitalise en France sous l'influence des thèses situationnistes à la fin des années 1960 avec la création de plusieurs groupes autonomes et clandestins surtout en province, sous des noms (non divulgés publiquement) divers: "Groupe autonome libertaire", "Groupe autonome d'action", etc., Ensuite, la diffusion des idées et des pratiques autonomes se fait par l'intermédiaire de diverses revues , dont Camarades, fondée par Yann Moulier-Boutang en 1974. Il apparaît rapidement plusieurs pôles de sensibilités différentes dont le consensus se fait autour de l'opposition à l'Etat et aux syndicats. Les différentes sensibilités sont liées aux parcours des différentes familles politiques qui se sont rejointes, dont les « situationnistes » (encartés ou pas), et aussi à la pratique et la situation sociale de chacun, avec notamment, un pôle étudiant (École Normale, Paris Dauphine, Nanterre, etc.), un pôle de jeunes représentant les « nouvelles marges » de banlieue (en particulier la bande de Rueil-Malmaison), et plusieurs groupes, clandestins ou pas, à Paris et en province ,

## Années 1980-1990
Le mouvement est représenté en Italie par les Tute Bianche (années 1990-2000), en France par le Comité des Mal-Logés (1986-1994) et l'Assemblée des Chômeurs de Jussieu (1998) et de nombreux autres groupes à Paris, et en province  (cf: Mouvance autonome en France)[réf. nécessaire].

## Mouvements autonomes auXXIesiècle
Le mouvement est représenté en Italie par le réseau Global Project, en France par le mouvement zadiste (2010) et de nombreux autres mouvements et groupes (cf: Mouvance autonome en France), en Suisse par le groupe Action Autonome (2007), et en Belgique par les journaux L'Homme au foyer (années 2000) et Tout doit partir (2008)[réf. nécessaire].
Les autonomes participent à de nombreuses luttes sociales[réf. nécessaire] : 
- manifestations anticapitalistes lors des sommets internationaux ;

- mouvement étudiant ;

- mouvement des squatters ;

- lutte contre le TGV en Italie (No-TAV) ;

- mouvement des précaires ;

- mouvement féministe ;

- mouvement LGBT ;

- lutte antinucléaire ;

- lutte antifasciste ;

- lutte de solidarité avec les sans-papiers ;

- lutte anticarcérale.

Les Black Blocs et les TAZ font partie des techniques de lutte qui peuvent parfois être utilisées par certains autonomes.